# Gheorghe Danielov
Gheorghe Danielov (Jurilovca, Tulcea, 20 de abril de 1948) é um ex-velocista romeno na modalidade de canoagem.

## Carreira
Foi vencedor da medalha de prata em C-2 1000 m em Montreal 1976, junto com o seu colega de equipa Gheorghe Simionov.